# Театр МЕТА
Театр "МЕТА" - це Молодіжний Експериментальний Театр Аматорів (абревіатура МЕТА), який розпочав свою діяльність у м. Львові у червні 1979 року , як самодіяльний творчий колектив. Народний артист України Григорій Шумейко очолив спільноту, як режисер - постановник, і запропонував назву театру.

## Про театр МЕТА
Театр "мета" був одним із «островів свободи» Львова у застійні 80-ті роки ХХ століття. Метою  діяльності театру є розвиток театрального мистецтва, публічне виконання та публічний показ театральних вистав та  інших творів театрального мистецтва.  Театр організовує гастролі і мистецькі фестивалі, конкурсі та огляди.  Основна діяльність театру не мала на меті одержання прибутку. З часом він трансформувався і перетворився на спільноту, яка дотепер радує новими та цікавими сценічними полотнами.
Впродовж багатьох років Львів став культурною столицею для проведення традиційних різдвяних фестивалів. Щороку театр «МЕТА» своїм виступом вертепу  відкриває фестиваль «Велика коляда» у Домініканському соборі.. Дипломант різдвяних фестивалів - театр «Мета», виступає з вертепами по всій Україні і у  Польщі. Талановиті актори демонструють  різноманітне виконання щедрівок, віншувань, колядок та інших різдвяних пісень. Але найбільшою метою цих заходів було пізнання та поширення українських традицій.
За свою творчу діяльність театр «Мета» і режисер-постановник Зоряна Грегорійчук неодноразово були нагороджені дипломами «за збереження, розвиток та популяризацію українських різдвяних традицій», «за збагачення різдвяних традицій, розвиток звіздарської справи».
Вертеп театру «МЕТА» і його філософсько-першоджерельна сутність, зазвучав новими різдвяними історіями-голосами, бо вертепна тематика та світло вертепної зірки – важливий генетичний і культурний код кожного українця. Збереження й плекання духовної спадщини українського народу є важливим для усіх поколінь.
Відомий театрознавець зі Львова кандидат мистецтвознавства Роман Лаврентій так оцінює вертеп театру "МЕТА": «Український вертеп – це стан душі, це незламна впевненість у тому, що добро переможе зло, це сакральна поважність і водночас нестримна стихія народного іскрометного гумору, який ніяким ракетам не під силу змусити замовкнути! Це – джерело нашої національної сили!

## Репертуар театру МЕТА (поставлені вистави)
Театр "МЕТА" виступав з гастролями в Україні, Польщі, Росії. 
Репертуар вистав, які поставив режисер - постановник Григорій Шумейко:
- Іван Кочерга "Свіччине весілля" - 1981 р.;
- Ліна Костенко "Маруся Чурай" - 1982 р.;
- Ярослав Стельмах "Роздуми про подвиг" - 1984 р.;
- Василь Стефаник "Моя дорога" - 1985 р.;
- Валерій Шевчук "Вертеп" - 1986 р.;
- Юрій Винничук "Дракон" - 1987 р.;
- Олесь Гончар "Собор" - 1988 р.;
- Микола Куліш "Мина Мазайло" - 1989 р.;
- Олександр Михайлюта "Алилуя" - 1991 р.;
- Карнавали (Марко Кропивницький "По ревізії"
- Олександр Олесь "Танок життя") - 1992 р.;.
- Вистави присвячені творчості Івана Багряного - 1993 р.;
- Вистави присвячені творчості Остапа Вишні - 1994 р.

	Сценаристка і режисерка Соломія Лялевич ставила такі вистави:
- за творами Генрі Ноуена - 1993 р.,
- Василь Симоненко "Вино з троянд" - 1994 р.;
- за творами Віри Вовк "Ми повернулись"- 1995 р.;
- за творами Ліни Костенко, Василя Симоненка, Ігоря Калинця "Хресна дорога" - 1996-1997 р.р.;
- "Дороги віри" - 1999 р.; "Табула раса" - 2016 р.

	Сценаристка і режисерка Зоряна Грегорійчук поставили вистви:
- Оскара Уальда "Сальоме" - 1998 р.;
- "Юрій Змієборець" - 2003 р.;
- Тодось Осьмачка "Старший боярин" - 2004 р.;
- Микола Куліш "Мина Мазайло" - 2008 р.;
- Тарас Шевченко "Сон ?" - 2010 р.;
- Леся Українка "Хотіла б я піснею стати" - 2011 р.;
- вистава присвячена Маркіяну Шашкевичу - 2012 р.;
- Ірина Вовк "Під прихистком Божої ласки: Мати і Син" - 2015 р.;
- за творами Бориса Гуменюка, Олександра Олеся "Поезія та проза з війни" - 2915 р.;
- Олександр Олесь "По дорозі в казку" - 2017 р.;
- зі щорічними новими сценаріями і репертуарами - "МЕТА" виступає з театральними дійствами на Івана Купала і вертепом на Різдво вже понад 30 років.

##### Українська
- МЕТА : Молодіжний Експериментальний Театр Аматорів (спогади учасників спільноти) - упорядник Мирослава Кривдик - Львів, 2019 р., Галицька Видавнича Спілка, ISBN 978-617-7809-16-5
- Зоряна Грегорійчук - "Сяйво предивної ночі" (збірка вертепів),  Львів-Колесо-2010, 128 ст., ISBN 978-966-2527-01-8
- Леся Когут - Герої Василя Стефаника на сцені - журнал "Жовтень" № 7 1987 р.
- В.Терещук — Хто допоможе театру газета "Ленінська молодь" 28.05.1987 р.
- Зіновій Кріль - Горять купальські вогні. З глибини віків, газета "Трибуна робітника" № 36, 12. 09. 1988 р.
- Ліна Майба, спецкор - "Собор" шукає глядача , журнал "Соціалістична культура" № 11, 1990 р.
- Ольга Єжижанська - МЕТІ п'ятнадцятий минає - газета "Вірую" 1995 р.
- Ірина Вовк - Любові таїна трагічна, журнал "Дзвін" № 8-9 1998 р.
- Ірина Вовк - МЕТИ крилата Доля всеблага... газета "Вірую" січень 2000 р.
- Дзвінка Джміль - "Старший боярин" як експеримент МЕТИ газета "За вільну Україну" № 65, 19. 06. 2004 р.